# 中國民間保釣聯合會
中國民間保釣聯合會是由中國大陸民間人士發起成立的保釣運動組織，于1996年9月8日在北京宣佈成立。

## 宗旨
尽一切力量，对世人宣稱日本政府占領钓鱼岛问题之「真相」，阐明我中华儿女之严正立场；反击日本篡改侵华历史、掩盖「战争罪行」之「卑劣」行径，团结一切正义力量保卫钓鱼岛。

## 发展历程
1996年9月8日童增、李定国等17位民间人士在北京发表声明，宣布成立“中国民间保钓联合会”。
1998年6月21日张立昆作为中国内地保钓人士首次到香港参加出海保钓行动。
2003年6月22日，中国内地首次的民间出海保钓行动，从浙江省玉环县黄门港出发，前往钓鱼岛。
2003年10月7日中国民间保钓联合会联组织了第二次出海保钓。
2004年1月13日，中国民间保钓联合会组织了第三次出海。
2004年3月24日，中国民间保钓联合会组织了第四次出海。馮錦華、張立昆、尹冬明、王喜強、方衛強、殷敏洪、胡顯峰等7名大陸人士於北京時間早晨6時26分首次成功登陸釣魚島，並展開一面中華人民共和國國旗。
2004年11月，中国民间保钓联合会在中国香港正式注册。

## 外部連結
- 中國民間保釣聯合會
- 保釣行動委員會（香港）
- 中華保釣協會（台灣）（页面存档备份，存于）
- 世界華人保釣聯盟（页面存档备份，存于）